# ميشيل هورن
ميشيل هورن (بالإنجليزية: Michelle Horn)‏ هي ممثلة أمريكية، ولدت في 28 فبراير 1987 في الولايات المتحدة.

## أعمال

### أفلام
- (2005) رهينة[3]
- (2006) حب آنابيل

## وصلات خارجية
- ميشيل هورن على موقع IMDb (الإنجليزية)
- ميشيل هورن على موقع أول موفي (الإنجليزية)
- ميشيل هورن على موقع قاعدة بيانات الفيلم (الإنجليزية)